# Alésia

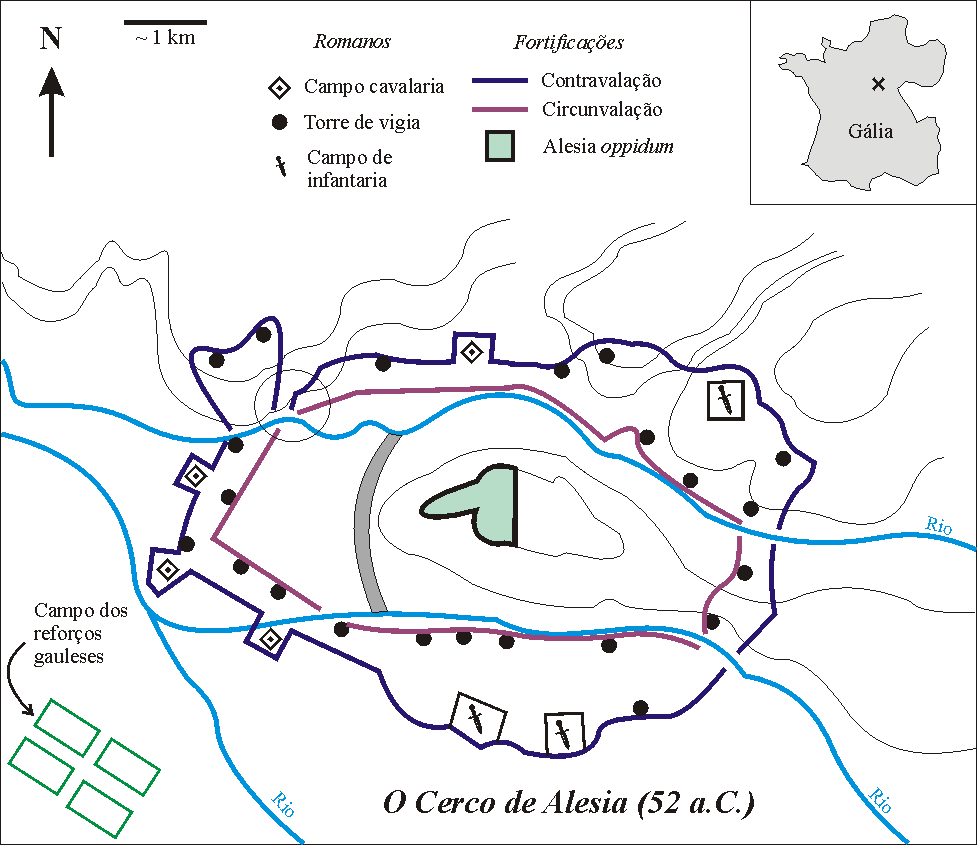
O cerco de Alésia e a provável localização na França

Alésia (francês Alésia) é um ópido do povo gaulês dos mandúbios, teatro da batalha decisiva das Guerras da Gália que opôs Júlio César à coligação gaulesa liderada pelo arverno Vercingetórix em 52 a.C.

## Localização
Segundo a historiografia dominante e após as escavações arqueológicas iniciadas por Napoleão III, é em Alise-Sainte-Reine (em Côte-d'Or) que é o sítio de Alésia..
Estudos recentes põem em dúvida essa localização em benefício de Chaux-des-Crotenay, no Jura, sítio defendido pelo arqueólogo André Berthier até sua morte, e por seus amigos.

## Mitologia
De acordo com Diodoro Sículo, a cidade foi fundada por Héracles, quando ele voltava do seu 
décimo trabalho, o roubo do gado de Gerião. Ao voltar da Ibéria e passar pela Céltica, Héracles acabou com vários bandidos sem lei que assassinavam os estrangeiros, e uma multidão se juntou a ele; Héracles fundou uma grande cidade, que se chamou Alesia por causa da viagem que ele fez (alê). Com o tempo, como os nativos eram em maior número, a cidade se tornou bárbara, se tornando a principal cidade dos celtas. Esta cidade nunca havia sido saqueada, até os dias de Júlio César.

## A Batalha
Todos os achados arqueológicos ligados ao cerco de Alésia estão depositados no Museu de Antiguidades nacionais de Saint-Germain-en-Laye (Musée des Antiquités nationales de Saint-Germain-en-Laye). A apresentação das coleções oriundas desse sítio é uma das primeiras a ocorrer em Saint-Germain: assim, desde o começo das coleções, a Sala Alésia constituiu o coração do Museu de Antiguidades nacionais.